# Leveler
Leveler è il quarto album studio della band August Burns Red. È stato pubblicato il 21 giugno 2011 dalla Solid State Records. Il 16 maggio pubblicano il primo singolo dell'album Empire sulla loro fan page di Facebook. L'album, nella sua prima settimana, vende circa 29'000 copie classificandosi alla posizione 11 della Billboard 200.
Dell'album è uscita anche un'edizione deluxe, contenente 4 tracce bonus ed una versione in vinile natalizia contenente 2 tracce, pubblicata dalla loro vecchia etichetta CI Records. L'edizione in vinile era limitata a 1000 copie di diversi colori: 400 oro, 400 bianche, 200 miste.

## Tracce
1. Empire - 3:52
2. Internal Cannon - 3:46
3. Divisions - 3:20
4. Cutting the Ties - 5:02
5. Pangaea - 4:20
6. Carpe Diem - 5:37
7. 40 Nights - 3:54
8. Salt & Light - 3:40
9. Poor Millionaire - 4:28
10. 1/16/2011 - 0:52
11. Boys of Fall - 4:28
12. Leveler - 4:47

### Versione Deluxe
1. Empire - 3:52
2. Internal Cannon - 3:46
3. Divisions - 3:20
4. Cutting the Ties - 5:02
5. Pangaea - 4:20
6. Carpe Diem - 5:37
7. 40 Nights - 3:54
8. Salt & Light - 3:40
9. Poor Millionaire - 4:28
10. 1/16/2011 - 0:52
11. Boys of Fall - 4:28
12. Leveler - 4:47
13. Internal Cannon (acoustic) [Bonus track]	- 5:05
14. Pangaea (performed by Bells) [Bonus track] - 6:22
15. Boys of Fall (performed by Zachary Veilleux) [Bonus track] - 4:01
16. Empire (MIDI)  [Bonus track] -  3:49

### Versione Vinile
1. God Rest Ye Merry Gentlemen
2. Little Drummer Boy (instrumental)

## Formazione
- Jake Luhrs – voce
- JB Brubaker – chitarra elettrica
- Brent Rambler - chitarra ritmica
- Dustin Davidson – basso
- Matt Greiner – batteria